# NGC 374
NGC 374 est une galaxie lenticulaire située dans la constellation des Poissons. NGC 374 a été découverte par l'astronome prussien Heinrich d'Arrest en 1861.

## Caractéristiques
Sa vitesse par rapport au fond diffus cosmologique est de 4 735 ± 36 km/s, ce qui correspond à une distance de Hubble de 69,8 ± 4,9 Mpc (∼228 millions d'al).

## Groupe de NGC 452
NGC 374 fait partie du groupe de NGC 452 dont les membres sont indiqués dans des articles d'Abraham Mahtessian paru en 1998 et de A.M Garcia paru en 1993. Ce groupe compte plus d'une vingtaine de galaxies.